# Coro del Teatro alla Scala
Il Coro del Teatro alla Scala è il coro dell'omonimo teatro, presente fin dall'inaugurazione dell'edificio, nel 1778, con L'Europa riconosciuta di Antonio Salieri.
È diretto da Georges Prêtre nella colonna sonora di Cavalleria rusticana (film 1982)/Pagliacci (film 1982).

## Direttori
- Giuseppe Cairati (1845 - 1915), direttore del coro 1881 - 1897[1][2][3]
- Aristide Venturi (1859 - ?), direttore del coro 1894 - 1913[4]
- Vittore Veneziani (1921 - 1938)[5]
- Vittore Veneziani (1945 - 1954)
- Norberto Mola (1954 - 1963)
- Roberto Benaglio (1963 - 1971)
- Romano Gandolfi (1971 - 1983)[6]
- Giulio Bertola (1983 - 1991)[7]
- Roberto Gabbiani (1991 - 2002)[8][9]
- Bruno Casoni (2002 - 2021)[10]
- Alberto Malazzi (2021 - )

## Organico
| Maestro del Coro       | Alberto Malazzi               |
| ---------------------- | ----------------------------- |
| Altro Maestro del Coro | Giorgio Martano               |
| Maestri collaboratori  | Marco De Gaspari e Salvo Sgrò |
| Ispettore del Coro     | Vito Marinaccio               |

| Soprani Primi | Soprani Secondi | Mezzosoprani | Contralti | Tenori Primi | Tenori Secondi | Baritoni | Bassi |
| --- | --- | --- | --- | --- | --- | --- | --- |
| Lucia Ellis Bertini Chiara Butté Margherita Chiminelli Silvia Chiminelli Tiziana Cisternino Valentina De Vecchi Stefania Ferrari Cristina Injeong Hwang Azusa Kubo Barbara Rita Lavarian Rossella Locatelli Silvia Mapelli Letizia Pellegrino Roberta Salvati Flavia Scarlatti Cristina Sfondrini | Emilia Bertoncello Maria Blasi Rossana Calabrese Silvia Del Grosso Nadia Engheben Annarita Fratangeli Sara Garau Elisabeth Ann Kilby Sarah Park Serena Pasquini Alla Samokhotova Silvia Spruzzola | Giulia Amoretti Olivia Antoshkina Giovanna Caravaggio Marzia Castellini Eleonora De Prez Anna Maria di Micco Alessandra Fratelli Stefania Giannì Valeria Matacchini Maria Miccoli Kjersti Ødegaard Victoria Shapranova Romina Tomasoni Agnese Vitali | Eleonora Ardigò Claudia Bocca Laura De Marchi Annalisa Forlani Patrizia Molina Giovanna Pinardi Daniela Salvo Julija Samsonova Olga Semenova Giulia Taccagni Vittoria Vimercati | Luigi Albani Danilo Caforio Flavio D’Ambra Lorenzo Decaro Massimiliano Di Fino Luca Di Gioia Renis Hyka Jae Ho Jang Nao Mashio Michele Mauro Antonio Murgo Joon Ho Pak Mariano Sanfilippo Angelo Scardina Giorgio Giuseppe Tiboni | Giovanni Carpani Giovanni Di Deo Ramtin Ghazavi Andrzej Glowienka Massimiliano Italiani Ki Hyun Kim Giovanni Manfrin Alessandro Moretti Enrico Salsi Paolo Sala Enrico Salsi Young Hoon Shin Andrea Semeraro Mauro Venturini | Guillermo Esteban Bussolini Giuseppe Capoferri Corrado Cappitta Bruno Gaudenzi Marco Granata Pier Luigi Malinconico Alberto Paccagnini Andrea Panaccione Giordano Rossini Niccolò Scaccabarozzi Alessandro Senes Lorenzo B. Tedone Giorgio Valerio | Davide Baronchelli Sandro Chiri Yonghoon Cho Emidio Guidotti Ernesto Morillo Alessandro Perucca Alberto M. Rota Pietro Toscano Gabriele Valsecchi Shengato Xiao Michele Zanchi |

## Discografia parziale
- Rossini: Petite messe solennelle, Stabat Mater - Coro Polifonico de Teatro alla Scala/István Kertész/London Symphony Chorus/London Symphony Orchestra/Luciano Pavarotti/Mirella Freni/Pilar Lorengar/Romano Gandolfi, 1997 Decca